# یواس‌اس برک
یواس‌اس برک ممکن است به یکی از موارد زیر اشاره داشته باشد:
- یواس‌اس برک (دی‌ئی-۲۱۵)
- یواس‌اس برک (دی‌دی-۲۸۳)